# Body Language (песня)
«Body Language» (с англ. — «Язык тела») — песня английской рок-группы Queen с альбома Hot Space. Написана Фредди Меркьюри. Песня вышла в качестве сингла с песней «Life Is Real» на стороне «Б».

## Песня
Успех фанк-композиции «Another One Bites the Dust» вдохновил группу на написание следующего альбома и большинство его песен в танцевальном жанре, первым продуктом такого эксперимента стала «Body Language». В песне практически нет гитарной партии, только в конце при уменьшении громкости слышен небольшой рифф. Основными музыкальными инструментами являются басы и синтезатор.

## Видеоклип
Видеоклип к песне снял режиссёр Майк Ходжес. Съёмки проходили в апреле 1982 года в Торонто. Видео было запрещено к показу по каналам MTV и BBC из-за слишком откровенных сцен.
Действие клипа происходит в турецкой бане. В ней полуобнажённые модели двигаются и танцуют под музыку. На их телах нарисованы чёрные или красные стрелки, которые присутствуют и на обложке сингла. На словах «Don’t talk» («Не говори») моделям закрывают рты. Далее появляется Меркьюри в чёрных одеждах и тёмных очках. В середине песни, когда музыканты щёлкают пальцами в ритм музыки, появляется вся группа: Меркьюри, Брайан Мэй, Роджер Тейлор и Джон Дикон, и они поют припев, подыгрывая себе щёлканием. В конце припева Тейлор ударяет по тарелке, которая появляется на его пальце. Далее Меркьюри танцует с моделями. В конце песни по очереди появляются члены группы и поют последние слова «Body Language», причём их взгляд устремлён слева направо так, что кажется, что они смотрят на моделей.
Кадры из видео использовались в клипе к песне «The Show Must Go On».

## Участники записи
- Фредди Меркьюри — ведущий и бэк-вокал, синтезатор, Linn LM-1, синтезаторная бас-гитара
- Роджер Тейлор — электронные барабаны
- Брайан Мэй — электрогитара